# Юніон (округ, Нью-Мексико)
Шаблон:StateAbbr_ 36°29′ пн. ш. 103°28′ зх. д. / 36.48° пн. ш. 103.47° зх. д.
Округ Юніон (англ. Union County) — округ (графство) у штаті Нью-Мексико, США. Ідентифікатор округу 35059.

## Історія
Округ утворений 1894 року.

## Демографія
За даними перепису 
2000 року 
загальне населення округу становило 4174 осіб, усе сільське.
Серед мешканців округу чоловіків було 2055, а жінок — 2119. В окрузі було 1733 домогосподарства, 1177 родин, які мешкали в 2225 будинках.
Середній розмір родини становив 2,99.
Віковий розподіл населення поданий у таблиці:
| Стать    | До 15 років | 15-21 | 22-29 | 30-39 | 40-49 | 50-65 | 65-85 | Понад 85 |
| -------- | ----------- | ----- | ----- | ----- | ----- | ----- | ----- | -------- |
| Чоловіки | 449         | 208   | 155   | 243   | 327   | 342   | 297   | 34       |
| Жінки    | 452         | 204   | 142   | 242   | 311   | 358   | 367   | 43       |

## Суміжні округи
- Лас-Анімас, Колорадо — північ
- Бака, Колорадо — північний схід
- Сімаррон, Оклахома — схід
- Даллам, Техас — схід
- Гартлі, Техас — південний схід
- Квей — південь
- Гардінґ — південь
- Колфакс — захід

## Виноски
1. ↑  U.S. Decennial Census. United States Census Bureau. Процитовано 2 січня 2015.
2. ↑  Historical Census Browser. University of Virginia Library. Архів оригіналу за 11 серпня 2012. Процитовано 2 січня 2015.
3. ↑  Population of Counties by Decennial Census: 1900 to 1990. United States Census Bureau. Процитовано 2 січня 2015.
4. ↑  Census 2000 PHC-T-4. Ranking Tables for Counties: 1990 and 2000 (PDF). United States Census Bureau. Процитовано 2 січня 2015.
5. ↑  State & County QuickFacts. United States Census Bureau. Архів оригіналу за 6 червня 2011. Процитовано 30 вересня 2013. [Архівовано 2011-06-06 у Wayback Machine.](англ.) Наведено за англійською вікіпедією.
6. ↑  American FactFinder. Бюро перепису населення США. Архів оригіналу за 26 лютого 2012. Процитовано 31 січня 2008. [Архівовано 2008-05-21 у Wayback Machine.]

| США | Це незавершена стаття з географії США. Ви можете допомогти проєкту, виправивши або дописавши її. |